# Sudetski Nijemci
Sudetski Nijemci bili su etnički Nijemci koji su živjeli u zemljama češke krune, koje su kasnije postale sastavni dio države Čehoslovačke. 
Prije 1945., u Čehoslovačkoj je bilo naseljeno preko tri milijuna Sudetskih Nijemaca, koji su činili oko 23 posto stanovništva cijele republike i oko 29,5 posto stanovništva Češke i Moravske. U glavnim područjima njihovog naseljavanja, činili su Sudetski Nijemci većinu lokalnog stanovništva.
Etnički Nijemci živjeli su u Češkoj, kao dijelu Svetoga Rimskog Carstva, od 14. stoljeća (u nekim područjima i od 12. stoljeća ili ranije), uglavnom u pograničnim područjima poznatim pod imenom Sudeti. Oni su postali poznati kao Sudetski Nijemci nakon pada Austro-Ugarske Monarhije, što je posljedica Prvog svjetskog rata. 
Između dva svjetska rata su odnosi između Čeha i Sudetskih Nijemaca bili civilizirani, makar napeti. Tijekom nacističke okupacije Sudetima su kao dio nacističkih struktura vlasti upravljali krugovi proizašli iz Sudetendeutsche Partei, osnovane 1935. godine pod snažnim utjecajem Adolfa Hitlera: ta je stranka već na izborima održanima iste godine dobila preko 60% glasova Sudetskih Nijemaca. Na izborima 1938. god. ista partija - koja je posve otvoreno podržavala naciste - bila je osvojila 85% glasova Sudetskih Nijemaca.
U pripremama invazije Njemačke na Čehoslovačku 1938. godine osnovani su od dragovoljaca iz Sudeta - mahom čehoslovačkih vojnih obveznika koji su odbili odazvati se u vojne postrojbe Čehoslovačke - tzv. Sudetendeutsches Freikorps, oružane formacije smještene s njemačke strane granice sa zadaćom da sudjeluju u napadu Njemačke na Čehoslovačku, te su sporadično izvodile oružane napade na Čehoslovačkom teritoriju. Tijekom Sudetske krize u rujnu 1939. god. je njihovo članstvo izrazito brzo raslo te su do sklapanja Münchenskog sporazuma krajem rujna 1939. godine - kada je Čehoslovačka pod pritiskom Velike Britanije i Francuske pristala Sudete prepustiti Njemačkoj - te postrojbe za desetak dana narasle na više od 41 tisuću ljudi.
Nakon 1945. godine, većina etničkih Nijemaca protjerana je iz Čehoslovačke i poslana u Njemačku i Austriju, a imovina im je konfiscirana. Protjerivanje Nijemaca su podržale praktično sve političke snage u Čehoslovačkoj, a nakon komunističkog državnog udara 1948. godine nastavili su politiku etničkog čišćenja provoditi komunisti.
Među poznatim Sudetskim Nijemcima su Oskar Schindler, Ferdinand Porsche, Gregor Mendel, Rainer Maria Rilke i dr.
Oko pola svih Sudetskih Nijemaca nastanilo se u Bavarskoj, koja je geografski i kulturološki bila najbliža njihovim glavnim područjima. Ondje su mnogi nastavili poduzetničke aktivnosti kakvima su se ranije bavili i pozitivno su doprinijeli daljnjem razvoju Bavarske.

## Vanjske poveznice
- Sudetendeutsches Museum, München. Pristupljeno 10. srpnja 2023.